# Lácacséke
Lácacséke – wieś i gmina w północno-wschodniej części Węgier, w pobliżu miasta Cigánd.
Miejscowość leży na skraju Wielkiej Niziny Węgierskiej, u podnóża niewysokiego pasma górskiego Zempléni (węg. Zempléni-hegység), będącego częścią Średniogórza Północnowęgierskiego, w pobliżu granicy ze Słowacją. Administracyjnie gmina należy do powiatu Cigánd, wchodzącego w skład komitatu Borsod-Abaúj-Zemplén i jest jedną z jego 17 gmin.